# Le Corsaire (journal)
Pour les articles homonymes, voir Corsaire (homonymie).
Le Corsaire, sous-titré journal des spectacles, de la littérature, des arts et des modes, est un quotidien français paru à Paris du 11 février 1823 au 14 novembre 1858.

## Présentation
Le Corsaire était au nombre des publications qualifiées, par un député de l’époque, de « journaux marrons », dans la mesure où, pendant la Restauration, la presse française prenait la littérature, et surtout les mœurs, comme prétexte pour pouvoir parler de politique. Le Corsaire, qui avait pourtant, à ses débuts, juré ses grands dieux qu’il n’en ferait rien, mais n’avait pas tardé à se laisser entrainer par ses instincts, et, répondant un jour au très conservateur Journal des Débats, qui morigénait ce qu’il appelait les » petits journaux » : 

« Que nous reproche-t-on ? De chercher à entrer dans le domaine de la politique par une porte dérobée ; et pourquoi nous ferme-t-on la porte cochère ? »

Le Corsaire, qui ne faisait que ce que faisaient tous les petits journaux d’alors, sauf à rester sur le carreau, dura jusqu’en 1852, mais non sans avoir subi force interruptions et transformations. Un grand nombre de littérateurs devenus plus ou moins célèbres ont passé par les bureaux de rédaction de cette feuille : Alphonse Karr, Léon Gozlan, Joseph Méry, Louis Reybaud, Paul de Musset, Jules Sandeau, Henry Murger, Champfleury, Arnould Frémy (sv) et d’autres comme Banville, Charles Nodier, Baudelaire, Boussenard, Cabanon, Chennevières-Pointel, Marc Fournier, L. de Senneville, Gustave Le Vavasseur, Jean Wallon ou Alexandre Weill.
Dans les derniers temps de la monarchie, le Corsaire, qui avait fusionné avec  le Satan, une petite feuille du même genre dirigée par Petrus Borel, parut, du 7 septembre 1844 au 12 mars 1847, sous le titre le Corsaire-Satan, était devenu, sous la direction d’un vieux journaliste, Le Poitevin Saint-Alme, une sorte de collège d’adultes où une foule de débutants littéraires faisaient leurs premières armes journalistiques.
Après la Révolution de 1848, le Corsaire passa, sous l’influence d’Alfred de Coëtlogon et René de Rovigo, du parti de l’opposition libérale au légitimisme. Des tentatives furent encore faites, par la suite, pour relever ce journal, notamment en 1858, par Jean-Louis Viennot (d), son ancien directeur, et par Jules Lermina, en 1867, mais toujours sans succès.

## Cinéma
Xavier Giannoli, dans son adaptation du roman d'Honoré de Balzac, Illusions perdues, sortie en 2021, met largement en valeur Le Corsaire, agrémenté d'une description minutieuse des enjeux et dérives de la presse sous la Restauration.

## Liste des rédacteurs
Parmi les rédacteurs ont figuré notamment :
- Théodore de Banville
- Charles Baudelaire
- Louis-Henri Boussenard
- Émile Cabanon
- Champfleury
- Jean de Falaise
- Marc Fournier
- Léon Gozlan
- Alphonse Karr
- Louis Ménard qui signait L. de Senneville
- Joseph Méry
- Henri Murger
- Charles Nodier
- Jules Sandeau
- Gustave Le Vavasseur
- Jean Wallon
- Alexandre Weill